# Llista de massacres a Ruanda
Aquesta és una llista de massacres esdevingudes a Ruanda.
| Nom                                     | Data                          | Localització              | Morts             | Notes                                              |
| --------------------------------------- | ----------------------------- | ------------------------- | ----------------- | -------------------------------------------------- |
| Genocidi de Ruanda                      | 7 d'abril – 15 de juliol 1994 | Arreu del país            | 500.000–1.000.000 | 70% dels tutsis exterminats.                       |
| Masacre de Nyamata                      | abril de 1994                 | Nyamata                   | 50.000            | Part del genocidi de Ruanda.                       |
| Genocidi de l'escola tècnica de Murambi | 16 d'abril de 1994            | Escola Tècnica de Murambi | 45.000            | Part del genocidi de Ruanda.                       |
| Massacre de Bisesero                    | abril de 1994                 | Bisesero                  | 40.000            | Part del genocidi de Ruanda.                       |
| Massacre de Nyarubuye                   | 15-16 d'abril de 1994         | Província de Kibungo      | 20.000            | Part del genocidi de Ruanda.                       |
| Massacre de Ntarama                     | 15 abril 1994                 | Església de Ntarama       | 5.000             | Part del genocidi de Ruanda.                       |
| Massacre de Kibeho                      | 22 d'abril de 1995            | vora Kibeho               | 4.000+            | El govern ruandès estima el nombre de morts en 330 |
| Massacre de Gikondo                     | 9 d'abril de 1994             | Gikondo, Kigali           | 1100              | Part del genocidi de Ruanda.                       |